# Mala hidroelektrana Ozalj
Mala hidroelektrana Ozalj ili MHE Ozalj je mala hidroelektrana, koja je smještena u Ozlju, na rijeci Kupi, u Karlovačkoj županiji. MHE Ozalj ima instaliranu snagu 5,5 MW (3 x 1,1 MW + 2 x 1,1 MW) i spada u protočni tip hidroelektrane. Instalirani protok je 85 m3/s (3 x 17 m3/s + 2 x 17 m3/s). Neto pad je 9,2 metara. Prosječna godišnja proizvodnja električne energije je 23,13 GWh, dok je najviše proizvedeno 1984., i to 28 GWh. U početku “Munjara” je služila samo za javnu rasvjetu grada Karlovca, a potrošnja je bila besplatna. Mala hidroelektrana uvelike je pripomogla razvoju ne samo Ozaljske, već i karlovačke industrije, posebice kada je izgrađen 20 kV-ni dalekovod, koji je spajao hidroelektranu s Dugoreškim tvornicama.
18. kolovoza 1908. puštena je pogon mala hidroelektrana Ozalj I ("Munjara"), s dvjema Francisovim turbinama, svaka snage 1,1 MW. 1913. ugrađena je još jedna Francisova turbina snage 1,1 MW, tako da Ozalj I ima snagu 3,3 MW. Karlovac je po uvođenju električne struje, bio drugi grad u Hrvatskoj s javnom električnom rasvjetom (prvi je bio Šibenik 1895.) Toga dana je utemeljena i "Elektra" Karlovac, danas HEP - operator distribucijskog sustava d.o.o. Zagreb DP "Elektra" Karlovac. Izgrađen je i dalekovod od Ozlja do Dubovca i trafostanica Dubovac. Uvođenje javne rasvjete, kao i kasnija elektrifikacija, doprinijele su industrijskom razvoju Karlovca.
Razvoj ozaljskog kraja potican je tek nakon Drugog svjetskog rata, upravo radi povećanja kućanstva i industrije, te dolazi do povećane potražnje za električnom energijom. 1948. počinje izgradnja druge male hidroelektrane Ozalj II, na lijevoj obali Kupe. Izgradnja je završena 23. ožujka 1952., s ugradnjom dviju Kaplanovih turbina, ukupne snage 2,2 kW.
Od 1908. do 1952., MHE Ozalj I proizvela je ukupno 411 milijuna kWh, dok je od 1952. do 2007. zajedno s MHE Ozalj II, proizvela oko 1,3 milijarde kWh. Sveukupna proizvodnja obje elektrane od početka proizvodnje pa do danas iznosi oko 1,8 milijardi kWh (1800 GWh). Za usporedbu Hrvatska je potrošila 6728,7 GWh 2008., odnosno 3,7 puta više nego što su elektrane uspjele proizvesti u 101 godinu. 
U budućnosti se planira zamjena opreme u MHE OZALJ II novom turbinskom opremom, a time bi se povećala proizvodnja za 1,65 GWh godišnje. Planira se i nadvišenje postojeće betonske brane gumenom vrećastom branom, za 0,5 do 1 metar, što bi povećalo snagu agregata za 600 kW, a time i godišnju proizvodnju za 1,36 - 2,75 GWh.